# 南鳥海站
南鳥海站（日语：／ Minami-Chōkai eki */?）是位於山形縣酒田市米島字下中道2番，東日本旅客鐵道（JR東日本）的羽越本線車站。

## 歷史
- 1951年（昭和26年）：國鐵開設鳥海臨時乘降場。
- 1952年（昭和27年）1月16日：升級為車站，名為南鳥海站[1]。
- 1972年（昭和47年）10月1日：成為無人車站。
- 1987年（昭和62年）4月1日：伴隨國鐵分割民營化，車站由東日本旅客鐵道（JR東日本）營運。
- 2010年（平成22年）4月1日：管理站由象潟站改為羽後本莊站。

## 車站構造
車站是一座地面車站，設有2面2線的相對式月台。各月台之間設有跨線橋連接。靠於車站大樓的1號月台為本線，同時為一線通過結構。2號月台設有小型候車室。
此站是由羽後本莊站管理的無人車站。

### 月台
| 月台 | 路線      | 上下行 | 方向     | 備註            |
| ---- | --------- | ------ | -------- | --------------- |
| 1・2 | ■羽越本線 | 上行   | 酒田方向 | 主要使用1號月台 |
| 1・2 | ■羽越本線 | 下行   | 秋田方向 | 主要使用1號月台 |

## 使用狀況
以下為2000年度（平成12年度）- 2012年度（平成24年度）的1日平均乘車人次。
| 年度 | 1日平均人次 |
| ---- | ----------- |
| 2000 | 117         |
| 2001 | 96          |
| 2002 | 95          |
| 2003 | 87          |
| 2004 | 83          |

## 車站周邊
- 南遊佐郵局
- 酒田市立南遊佐小學
- 山形縣道373號杉澤南鳥海停車場線
- 山形縣道374號比子南鳥海停車場線
- 廣域農免道路

## 相鄰車站
東日本旅客鐵道
■羽越本線
本楯－南鳥海－遊佐

## 注腳
1. ↑  「日本國有鐵道公示第3號」『官報』1952年1月16日（國立國會圖書館數碼化收藏）
2. 1 2  . 東日本旅客鉄道.   [2020-03-13]. （原始内容存档于2020-11-10） （日语）.
3. ↑  『山形県の鉄道輸送』平成26年度版 - 山形県 （页面存档备份，存于）（日語）

## 外部連結
- 車站資訊（南鳥海）：東日本旅客鐵道（日語）